# Glenn Helder
Glenn Helder (Leiden, 1968. október 28. –) holland válogatott labdarúgó.

## Mérkőzései a holland válogatottban
| #  | Dátum              | Ellenfél      | Eredmény | Kiírás              | Esemény |
| -- | ------------------ | ------------- | -------- | ------------------- | ------- |
| 1. | 1995. január 18.   | Franciaország | 0 – 1    | barátságos mérkőzés |         |
| 2. | 1995. október 11.  | Málta         | 4 – 0    | Eb-selejtező        | 65'     |
| 3. | 1995. november 15. | Norvégia      | 3 – 0    | Eb-selejtező        | 86'     |
| 4. | 1995. december 13. | Írország      | 2 – 0    | Eb-pótselejtező     | 79'     |

## Sikerei, díjai
Arsenal FC:
- Premier League harmadik helyezett : 1996-97